# Bewaffnet und gefährlich
Bewaffnet und gefährlich (Originaltitel: Liberi armati pericolosi) ist ein italienischer Kriminalfilm, den Romolo Guerrieri 1976 inszenierte. Der mit Tomás Milián in der Rolle des Kommissars besetzte Film wurde im deutschsprachigen Raum auf Video erstmals veröffentlicht. Alternativtitel ist Dirty Devils.

## Handlung
Drei junge Männer aus bürgerlichen Familien, „Der Blonde“, Giò und Luis, überfallen eine Tankstelle und hinterlassen vier Leichen, darunter zwei Polizisten. Ein Banküberfall fordert zwei weitere Opfer; auch ein Supermarkt ist das Ziel der Taten, wobei es erneut viel Gewalt und Leidtragende gibt. Während die Polizei Mailand abgeriegelt hat, versucht die Gruppe, die mit Lea, Luis’ Freundin, ein erzwungenes viertes Mitglied erhalten hat, an falsche Pässe zu kommen.
Bei der Flucht vor der Polizei kommt einer der drei Männer zu Tode; der Blonde flieht mit den zwei anderen weiter und überfällt Camper. Mit Hundeeinsatz und einem Einsatz auf der Autobahn gelingt es schließlich, alle Gangster auszuschalten.

## Kritik
Das Lexikon des internationalen Films hält den Film für „italienische Dutzendware, spekulativ und zynisch.“ „Segnalazioni Cinematografiche“ schrieben differenzierter, „dieser weitere Thriller schenke dem psychologischen Geflecht der Figuren mehr Aufmerksamkeit als üblich“, kritisierte jedoch den Lösungsansatz, der den Eltern der Mittelschicht die Verantwortung für die Jugendkriminalität zuweise.

## Bemerkungen
Dem Drehbuch liegt eine Erzählung von Giorgio Scerbanenco zugrunde. Gedreht wurde hauptsächlich in Mailand und Pavia.
Der Film wurde immer wieder auf den Index gesetzt, zuletzt am 30. April 2015.